# 겐족 가설

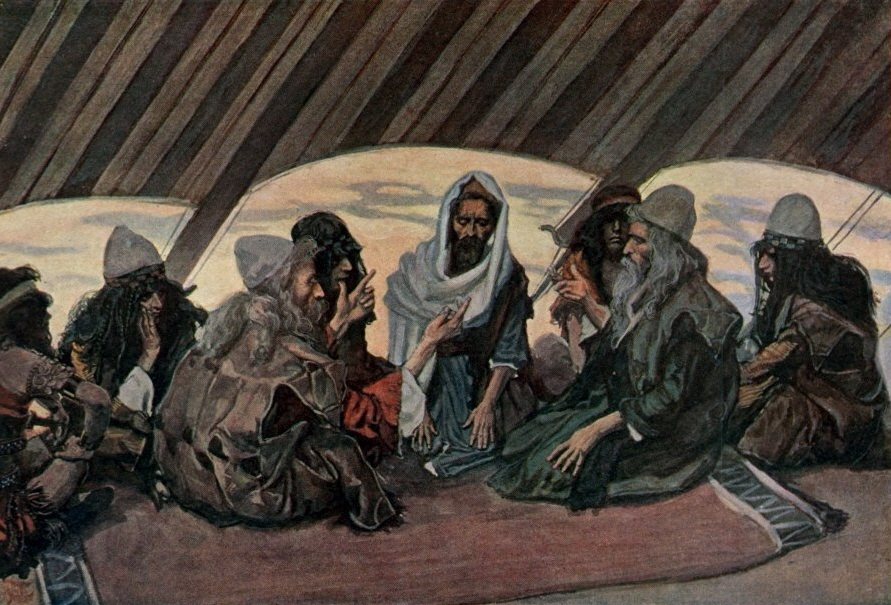
제임스 티소의 1900년경 수채화 작품 이드로와 모세. 이드로는 가장 잘 알려진 미디안인이다.

겐족 가설 또는 미디안-겐족 가설은 야훼 숭배의 기원에 대한 가설이다. 자료비평에시 제기된 가설로, 야훼는 원래 겐족(미디안)의 신이었으며 그 숭배가 북쪽으로 전파되어 원시 이스라엘 민족에게로 전해졌다는 것이 골자이다.
이 가설은 19세기 후반에 처음 부각되었다. 네 가지 핵심 사항에 기반을 두는데, 각각 (1) 모세의 미디안족과의 연결을 다루는 성경 본문에 대한 해석, (2) 고대 시 작품에 나타난 야훼의 원래 거주지에 대한 암시, (3) 기원전 14세기부터 12세기까지의 고대 이집트 지형 텍스트, (4) 그리고 카인 또는 아담이나 셈의 후손인 게난이 미디안의 겐족 지파의 시조라는 전제이다. 따라서 이 가설은 유다의 민족 기원을 탐구하며, 야훼 및 야훼교의 기원이 전통대로 가나안이 아니라, "미디안"이라고 부르는 홍해의 아카바만 동쪽 해안 지역에 있다고 본다. 당시 이 땅에는 겐족을 포함한 여러 민족이 거주했다.

## 역사
1862년 프리드리히 빌헬름 길라니는 드보라의 노래 등에 야훼가 세일과 에돔에서 나온다는 구절들에 근거하여, 야훼교는 본래 에돔 왕국(사해 바로 남쪽 지역)으로 알려진 곳에 본거지를 두었다는 가설을 세웠다. 10년 후, 유사한 이론이 코르넬리스 페트루스 틸레에 의해 독립적으로 주창되었고, 베른하르트 슈타데(1887)에 의해 발전되었다. 가설은 카를 부데에 의해 현재의 형태로 정리되었고, 나중에 헤르만 구테, 게리트 빌더보어, 헨리 프리저브드 스미스, 조지 아론 바턴에 의해 받아들여졌다. 이 이론은 처음에는 특히 독일과 영미권 학자들 사이에서 널리 받아들여졌다. 에두아르트 마이어, 베른하르트 슈타데, 카를 부데, 후고 그레스만, 조지 아론 바턴, 토마스 켈리 체인, 헨리 프리저브드 스미스가 각각 이를 지지했다.
20세기에는 이 이론이 논란이 되었다. 비판자로는 테오필 제임스 믹, 프레더릭 위넷, 마르틴 부버와 롤랑 드 보, 외에도 고든(1907), 쾨니히(1912), 키텔(1917), 볼츠(1947), 그리고 프로크쉬(1950)가 있다.
최근에 블렌킨솝(2008)은 현재 이용 가능한 증거를 재검토하면서 "이 가설이 관련 문헌 및 고고학 자료에 대한 현재로서는 최상의 설명을 제공한다"고 결론 내렸다. 이와 대조적으로 테베스(2021)는 레반트 남부와 아라비아 북부의 고고학적 증거에 초점을 맞춰, 미디안인의 가나안에 대한 영향이 기원전 10세기부터 6세기까지 진행된 문화 전파의 장기적인 과정으로 제시한다.

## 기본 모델
겐족 가설은 네 가지 기반에 의존한다. 첫째는 모세와 미디안족과의 연관성을 다루는 성경 본문의 해석, 둘째는 고대 시 작품에 나타난 야훼의 원래 거주지에 대한 암시, 셋째는 기원전 14세기부터 12세기까지의 고대 이집트 지형 텍스트, 그리고 넷째는 카인 또는 게난이 겐족의 이름을 딴 조상이라는 점이다.
성경이 전하는 모세가 이드로를 만난 이후의 이야기는 겐족 가설의 첫 번째 지지 기반을 이룬다. 부모가 모두 레위인이었던 모세는 미디안 땅에 거주하며 미디안의 제사장 이드로의 딸과 결혼한다. 미디안인들의 일반적인 목초지 너머에 있지만 미디안인들이 자주 드나들었던 것으로 보이는 거룩한 장소인 "하나님의 산"에서 모세는 이전에 그에게 전혀 알려지지 않았던 신으로부터 계시를 받았다. 겐족 가설에서는 이 호렙산이 미디안 사람들의 숭배 장소였으며, 이 산에서 나타났다고 하는 '야훼' 역시 미디안 겐족의 신이었다고 본다. 나중에 이스라엘 민족을 이집트 노예 생활에서 이끌어낸 후, 모세는 거룩한 산으로 돌아오고, 이드로는 야훼의 위대한 업적을 듣고 그에게 온다. 이드로는 그 신을 찬양하며 그와 같은 분은 없다고 선포한다.
해당 구절은 두 가지 방식으로 해석될 수 있다. 이드로가 자신의 신들보다 야훼가 우월함을 인정하고 즉시 이스라엘 종교로 개종하는 것으로 보거나, 야훼의 위력을 찬양하고 그에게 대한 미디안족의 믿음을 재확인하는 것으로 볼 수 있다. 전통적인 해석은 전자이다. 즉, 다른 신을 숭배하던 이드로가 이스라엘의 신인 야훼를 참으로 인정하고 경배했다는 것이다. 반면에 겐족 가설의 지지자들은 이 구절을 후자로 해석한다. 즉, 이드로가 자신과 자신의 민족이 이미 숭배하던 신인 야훼가 다른 모든 신들보다 강력함을 증명했음에 대해 자랑스러운 기쁨을 표현했다는 것이다. 따라서 이 구절은 이드로의 야훼교로의 개종이 아니라, 이스라엘 지도자들이 야훼 숭배에 처음으로 편입된 것을 보여준다.
구약성경에 인용된 오래된 시 역시 겐족 가설을 지지한다. 다섯 번에 걸쳐 야훼는 성경의 유다 남쪽 땅에 거주한다고 명시적으로 언급된다. 이 구절들은 신명기 33:2, 판관기 5:4, 하바꾹서 3:3과 3:7, 그리고 이사야서 63:1이다. 각 구절은 야훼가 미디안과 에돔 땅에서 나왔다고 묘사하며, 때로는 보스라, 세일산, 바란산과 같은 특정 장소에서, 때로는 신이 테만에서 왔다고 일반적인 용어로 묘사되는데, 테만은 문자적으로 "남쪽"을 의미한다. 특히 세일산은 성경 안팎에서 에돔인들의 동의어가 되었다. 아마르나 문서에는 "셰리 사람들"이 언급되며, 기원전 13세기에 람세스 2세가 서부 아마라에서 작성한 지형 목록에는 "세일의 샤수"가 언급된다. "모세의 축복"과 "드보라의 노래" 본문은 어느 것이 먼저 쓰였는지에 따라 서로를 인용하는 것으로 보이며, 둘 다 야훼가 바란산에서 "빛났다"고 말하지만, "모세의 축복"은 야훼가 실제로 시내산에서 왔다고 구체적으로 언급한다는 점에서 독특하다. 겐족 가설의 지지자들은 이 구절에 텍스트적 손상이 있다는 증거를 인용하여 이를 설명한다.
또한 카인과 그의 후손 이야기가 이스라엘 초기 역사에서 겐족의 역할을 반영하고 있을 가능성도 제기되었다. 이 견해에 따르면, 겐족이라는 이름은 카인의 이름에서 유래한다고 본다. 겐족은 카인처럼 유목민이었고, 카인의 후손 두발가인처럼 금속세공사였다. 카인이 동생 아벨을 죽여 야훼에 의해 광야로 추방된 직후, 성경은 아담과 하와의 새로운 아들인 셋의 시대에 사람들이 비로소 야훼의 이름을 부르기 시작했다고 전한다. 그러나 이와 다르게 야훼는 불타는 떨기나무 에피소드에서 자신의 이름 야훼가 이전 세대에게는 알려지지 않았다고 말한다.
겐족 가설의 지지자들은 이 불일치를 모세에 의해 창조되었다고 하는 야훼 숭배에 알려진 선사 시대가 있었음을 보존된 함의로 설명한다. 겐족이 야훼 신앙의 진정한 계승자라는 추가적인 간접적인 지지는 타나크의 나머지 부분에서 겐족에 대한 긍정적인 묘사에서 얻어진다. 겐족과 그들과 밀접하게 관련된 일부 집단은 야훼의 택함 받은 백성인 이스라엘 민족이 대규모로 야훼 숭배를 버렸던 시기에도 그들의 신 야훼에 대한 열렬한 신봉자로 알려졌던 것으로 보인다. 이러한 예들은 명확한 설명이 없는 일종의 야훼적 원시주의라고 불릴 수 있는 다른 표현들이 겐족 및 관련 집단과 관련된 원주민적, 이스라엘 민족 이전의 야훼교의 유물일 수 있다는 추측으로 이어진다.

## 비판
겐족 가설의 여러 주장은 학자들에 의해 비판된다.
이스라엘 종교가 확립되었을 시기에 레반트 남부와 중부의 교류에 대한 증거가 없다. 이 시기 동안 식별 가능한 유일한 문화적 확산은 고대 이집트에서 왔으며, 그마저도 팔레스타인이나 미디안의 종교 예식의 변화를 보여주지 않는다. 테베스(2021)가 요약했듯이, "이 시기 동안, 지역의 준목축 사회와 팔레스타인 중부 고지대에 정착한 이스라엘(또는 원시 이스라엘) 인구 간의 접촉에 대한 증거는 없으며, 종교적 사상의 전달에 대한 증거는 더욱 없다." 더 나아가, 야훼 숭배의 미디안-겐족 기원은 민족 기원, 특히 유다의 기원에 대한 명백한 함의를 가지는 것이다. 따라서 야훼 숭배가 어떻게 초기 팔레스타인 중부 고지대 정착민들에게 채택되었는지에 대한 추가적인 의문을 제기한다. 이 이론에서는 유다 지파가 팔레스타인 북부로 이주하게 된 여러 씨족으로 구성된 아라비아 무역 연맹의 일부였다고 가정했지만, 이 설명이 제시된 이후 250년 동안 수많은 유전학 및 고고학 연구는 이스라엘 민족이 가나안 토착민에서 유래했음을 결론지었다.
다른 비판자들은 겐족을 카인과 연결하는 것에 동의하지 않는다. 예를 들어 아치볼드 세이스는 단수형 "겐족"(히브리어: קֵינִי Qeiniy)의 히브리어 형태가 "대장장이"를 의미하는 아람어 단어와 동일하거나 놀랍도록 유사하다고 지적한다. 따라서 카인이나 게난과 어원적 연관성을 찾을 필요 없이, 대장장이와 직접 연결지을 수 있다는 것이다. Qinim이라는 용어를 "금속 세공사" 또는 "카인의 사람들"로 정의하는 것은 동등하게 일관성이 있다.
모세 이야기의 역사성을 전제하는 것에 동의하지 않는 학자들도 많다. 대부분의 학자들은 기원전 13세기에 모세의 모티브가 된 인물이 존재했을 가능성을 유지하면서도, 타나크에 묘사된 모세는 전설적인 인물이라는 데 동의한다. 또한 이야기들의 구성 시기에 대한 문제도 있다. 문서가설의 붕괴에도 불구하고 일반적인 합의는 출애굽기가 기원전 600년경에 편집되어 기원전 400년까지 최종 완성되었다는 것이다. 이는 모세가 존재하고 출애굽기가 일어났을 것으로 추정되는 시기로부터 800-1000년 후이다. 그러나 이것이 모세와 출애굽기가 이스라엘 사상에 이미 존재했던 모티프라는 생각을 배제하지는 않는다. 이야기들은 분명히 광범위한 구전 전통에 기반을 두고 있었으며, 그 시대는 어떤 진실성으로도 합리적으로 판단될 수 없다. 그러나 그럼에도 불구하고 이것은 균일하지 않았다. 북이스라엘의 선지자 아모스와 호세아는 출애굽기를 언급하지만, 그들과 동시대의 유다 왕국의 선지자들인 미가와 이사야 중에서는 미가만이 출애굽기를 간략하게 언급할 뿐이다. 그러나 유다 민족이 출애굽 이야기를 몰랐던 것은 아니다. 출애굽은 시편 78편과 시편 114편에 길게 언급되어 있으며, 모세는 시편 77편, 시편 90편, 시편 99편, 시편 105편에 등장하고, 예레미야도 언급한다. 그럼에도 불구하고, 이것은 출애굽 이야기가 남쪽 왕국보다 북쪽 왕국의 배경에서 훨씬 더 발달했다는 강력한 지표이며, 이는 사람들이 어떻게 자신들의 역사에서 그렇게 중심적이고 신성한 부분을 정치적 경계로 나누는 것을 현실적으로 허용할 수 있었는지에 대한 의문을 제기한다. 따라서 출애굽 이야기는 불과 몇 세기 전, 아마도 기원전 9세기 또는 10세기에 기원했을 수 있으며, 이스라엘과 유다에서 다른 형태를 취했을 수 있다. 학자들 사이에서 출애굽 이야기가 대체로 전설적이라는 강력한 합의와 결합하면, 겐족 가설의 가장 큰 지지 기반에 문제가 발생한다.
이러한 이유들 때문에 많은 학자들은 겐족 가설을 완전히 거부한다.

## 참고 문헌
- Cross, Frank Moore (1973). 《Canaanite Myth and Hebrew Epic: Essays in the History of the Religion of Israel》. Harvard University Press. ISBN 0-674-09176-0.
- Day, John (2002). 《Yahweh and the Gods and Goddesses of Canaan》. Journal for the Study of the Old Testament: Supplement Series 265. Sheffield Academic Press. ISBN 978-0-567-53783-6.
- Fleming, Daniel E. (2020). 《Yahweh before Israel: Glimpses of History in a Divine Name》. Cambridge University Press. ISBN 978-1-108-83507-7.
- Kitz, Anne Marie (2019). 《The Verb *yahway》. 《Journal of Biblical Literature》 138. 39–62쪽. doi:10.15699/jbl.1381.2019.508716. ISSN 0021-9231.
- Lewis, Theodore J. (2020). 《The Origin and Character of God》. Oxford University Press. ISBN 978-0-19-007254-4.
- Miller, Patrick D. (2000). 《The Religion of Ancient Israel》. Westminster John Knox Press. ISBN 978-0-664-22145-4.
- Miller II, Robert D. (2021). 《Yahweh: Origin of a Desert God》. Forschungen zur Religion und Literatur des Alten und Neuen Testaments 284. Vandenhoeck & Ruprecht. ISBN 978-3-647-54086-3.
- Na'aman, Nadav (2011). 《The Exodus Story: Between Historical Memory and Historiographical Composition》. 《Journal of Ancient Near Eastern Religions》 11. 39–69쪽. doi:10.1163/156921211X579579.
- Stone, Robert E. II (2000). 〈I Am Who I Am〉.   Freedman, David Noel; Myers, Allen C. 《Eerdmans Dictionary of the Bible》. Eerdmans. ISBN 9789053565032.
- Pfitzmann, Fabian (2020). 《Un YHWH venant du Sud?: De la réception vétérotestamentaire des traditions méridionales et du lien entre Madian, le Néguev et l'exode (Ex-Nb; Jg 5; Ps 68; Ha 3; Dt 33)》. Orientalische Religionen in Der Antike (프랑스어) 39. Mohr Siebeck. ISBN 978-3-16-159122-8.